# ノルウェーの経済
ノルウェーの経済は、2008年の名目GDP換算では約2兆5432億NOK（約4518億USD）で世界24位（CIAでは23位）であるものの、1人当たり名目GDP換算では約532千NOK（約94,400USD）となり、世界2位（CIAでは4位）になる。第二次世界大戦後、社会福祉に注力した結果、スウェーデンやデンマークといった他の北欧諸国と同じく福祉国家となっている。電力や石油、ガス、金融業といった重要産業の企業にノルウェー政府が株主となっており、混合経済の色彩が強い。
1960年代に北海油田が開発されて以降、欧州諸国の中では、資源国の一員となっており、1972年の欧州共同体加盟、1994年の欧州連合加盟も国民投票で否決されているため、EUの経済に密接に結びついているにもかかわらず、スイスと同様に一線を画した位置にいる。
石油、天然ガスといった天然資源は早晩、枯渇すると予測されているため、石油収入は次世代のノルウェー人にも活用するよう、ソブリン・ウエルス・ファンドであるノルウェー政府年金基金が資産運用を行う一方、石油資源に依存しない産業の育成が課題となっている。

## 歴史

### デンマーク＝ノルウェー時代まで（～1814年）

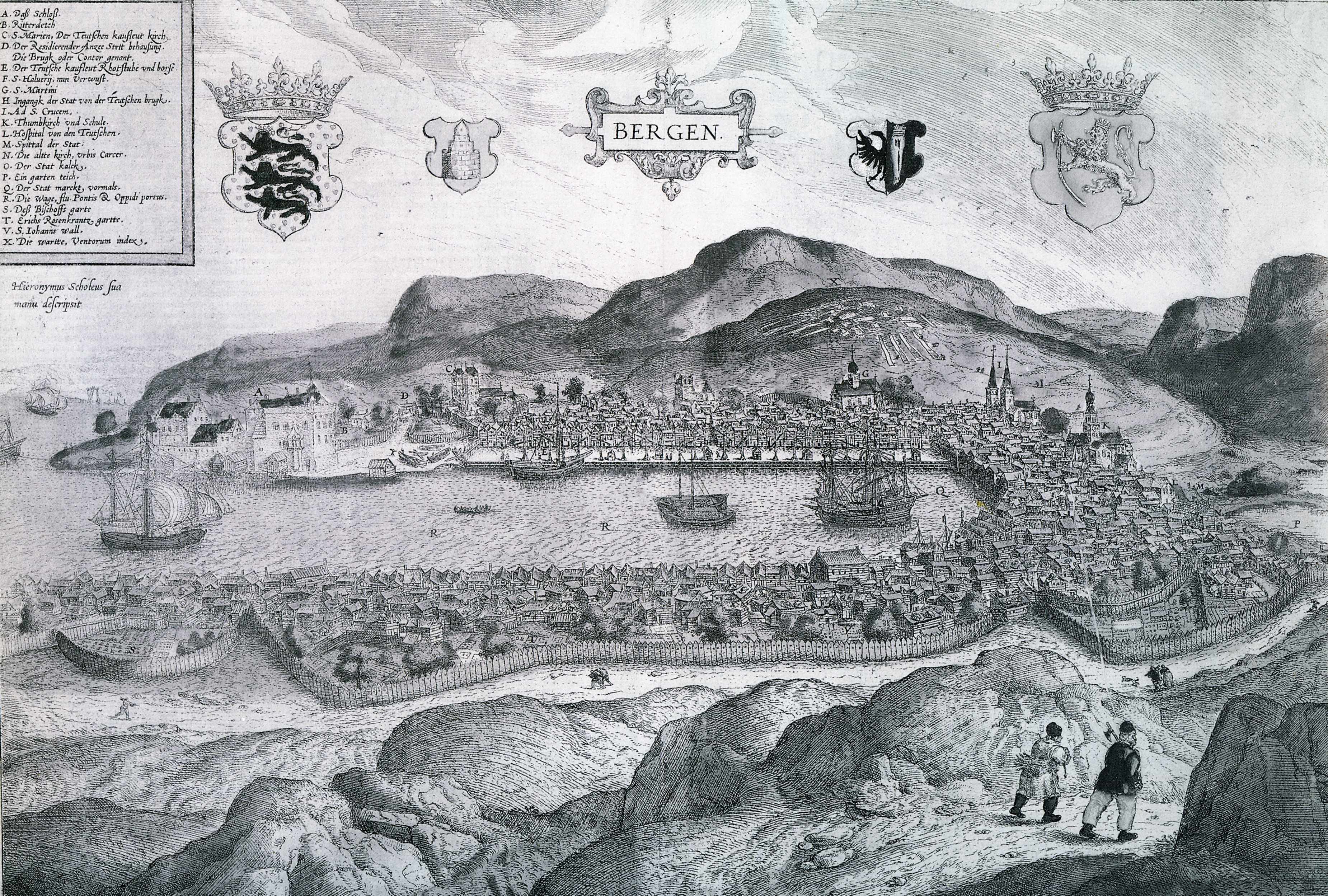
1580年頃のベルゲン

ヴァイキングで興隆したノルウェーは一時期、クヌーズ率いるデーン人の北海帝国に11世紀中ごろ支配されていたが、12世紀末に独立を回復した。13世紀には塩漬けの鰊や干し魚といった海産物や木材などをイングランドへ輸出し、穀物、武器、毛織物を輸入するといったイングランドとの通商で繁栄していた。しかし、14世紀半ば以降にはヨーロッパで大流行したペストがノルウェーにも蔓延し、1400年には13世紀の半分にまで人口が激減した。生き残った農民は肥沃な農地へと移動したため、耕作放棄地が増加していった。ノルウェーの指導者階級である貴族層も自領の経営に事欠き、スウェーデンやデンマークの貴族と通婚することで勢力の維持を図るだけであった。
一方、バルト海を中心にリューベックを盟主としたハンザ同盟が結成された。ハンザ同盟は通商圏拡大の過程の中で、ベルゲンに在外公館を設置した。ノルウェーはドイツから塩や穀物などを輸入する一方、輸入した塩を利用して、干し鱈や塩漬け鰊を加工、輸出するといった原料供給地・商品市場へと化し、ハンザ同盟の商圏の周辺部に組み込まれていった。
1397年、デンマークのマルグレーテ1世がカルマル同盟を締結、デンマーク、スウェーデン、ノルウェーの北欧3国がデンマークの下に支配されることとなった。
15世紀にはカルマル同盟とハンザ同盟の対決で、カルマル同盟が勝利し、ハンザ同盟が衰退していったものの、クリスチャン2世は1520年のストックホルムの血浴を決行したことを発端にスウェーデンがカルマル同盟から離脱、独立し、デンマークとスウェーデンが対立していった。また、この頃、マルティン・ルターの宗教改革は北欧の地にも及んだ。ルター派のクリスチャン3世はクリスチャン2世（1523年、退位）と対立、1534年からの伯爵戦争で、クリスチャン3世はスウェーデンのグスタフ1世に支援を求めた。ハンザ同盟はクリスチャン2世を支援したものの、最終的にはクリスチャン3世側が勝利し、デンマークの支配地域はルター派となり、クリスチャン3世に反対した教会領は国庫に没収され王権が強化された。また、ハンザ同盟のバルト海支配は終焉を迎え、バルト海の覇権をめぐりスウェーデンとデンマークが対立することとなった。そしてペスト禍以降、相対的に人口、経済で劣るノルウェーは1536年にデンマークの属州となった。

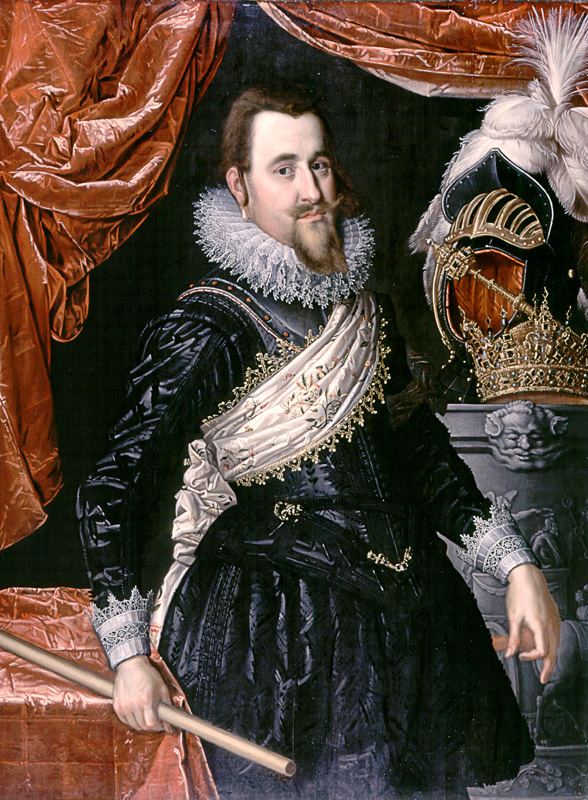

デンマーク＝ノルウェー時代のノルウェーでは農業が困難な地域であることから、水産業や林業、海運業といった産業が成長し、中産階級が勃興した。クリスチャン4世の三十年戦争への介入は、デンマーク政府の財政を窮乏化させた。その為、デンマーク王は国王直営地の売却を余儀なくされ、結果としてノルウェーでは自営農民が増加していった。大北方戦争やフランス革命ではデンマーク＝ノルウェーは中立の立場を利用し、海運業に精を出した。
ノルウェーの経済発展が進む中で、ノルウェーは領内に銀行や大学などの設置を要求する一方、デンマーク政府は中央集権を図り、ノルウェーの富を収奪したため、両者は対立していくこととなったが、ノルウェーのデンマークからの離脱までには至らなかった。

### スウェーデン＝ノルウェー時代（1814年～1905年）
ナポレオン戦争の過程の中で、デンマーク＝ノルウェーはフランス帝国側に立ったことから、イギリスやスウェーデンとの衝突は不可避となった。ノルウェーはイギリスの海上封鎖により、デンマークからの穀物の輸入が途絶え、経済状況は逼迫していった。1814年のキール条約、モス条約までの一連の流れにより、ノルウェーはスウェーデンの同君連合となった。スウェーデン政府はノルウェーの外交権を掌握したものの、ノルウェーは独自の憲法（1814年憲法、通称アイツヴォル憲法）を制定し、高度の自治権を有した。ナポレオン戦争中に発行したデンマーク＝ノルウェーの国債の整理や通貨の整理のために、1816年にクリスチャニアにノルウェー中央銀行が設立された。

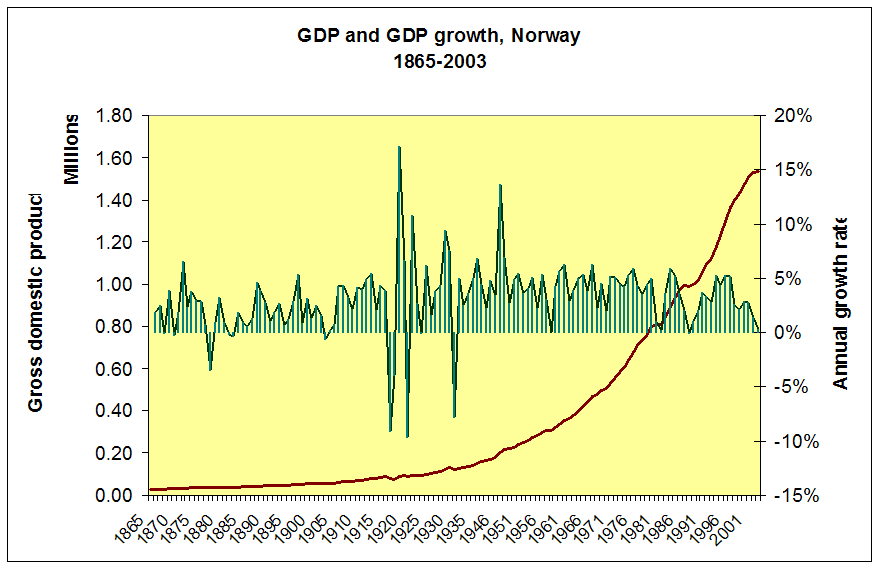
1865年から2003年までのGDPの推移

18世紀にイギリスで勃興した産業革命はフランスやベルギー、ドイツ諸邦といったヨーロッパ諸国と同様にノルウェーも呑み込んでいった。1846年、イギリスは穀物法を廃止したことにより、ノルウェーはイギリスに水産物や材木を輸出、海運業を営む中でイギリス帝国の経済システムに組み込まれていった。また、イギリスは安価な労働力と天然資源を求めノルウェーに投資していった。イギリスからの投資により繊維工場の機械が導入された。また、電動鋸などの機械が導入され材木の生産量が増加した。水産業でも改良された漁網と蒸気船が導入され、漁獲高が伸び、干し鱈が地中海地方や南米へ、鰊が缶詰工場で加工され、米英独へ輸出された。スベン・フォイン（no）が捕鯨砲を開発、捕鯨の近代化が推し進められた。1854年にはクリスチャニア～アイツヴォル（en）間で鉄道が開通し、1855年には電信が引かれ、間もなく電信サービスが全国に広がった。また、1880年には最初の電話線が引かれ、全国の郵便料金が統一された郵便サービスが始まった。1880年頃にはノルウェーはアメリカ合衆国、イギリスに次ぐ世界第3位の海運国となった。産業革命の進展とともに、資本の蓄積が進んだ。19世紀末に、GDPの28%を工業が占め、農村から都市部への人口移動の結果、1870年ごろには全人口の20%が都市部とその周辺に住んでいたが、1900年はその割合が30%以上になった。
一方、機械の導入による農業の合理化は、食糧事情の改善・公衆衛生の向上による農村の人口増と相俟って、農村部に過剰労働力を生みだすこととなった。クリスチャニアなどの都市部では過剰労働力を吸収することはできず、多くはアメリカ合衆国へと移民として渡った（ノルウェー系アメリカ人（en））。
労働組合や社会主義思想がノルウェーに浸透しはじめたのも19世紀後半からであった。ナポレオン戦争で輸出されたヨーロッパ各地に広がったナショナリズムもノルウェーにも広がった。水産業や海運業を中心に経済成長するにつれ、スウェーデン政府の外交政策とノルウェーの利益と相反するようになった。1880年代頃からの紆余曲折の末、1905年、ホーコン7世がノルウェー国王に戴冠し、ノルウェーはスウェーデンから独立した。

### 独立から第二次世界大戦まで（1905年～1945年）

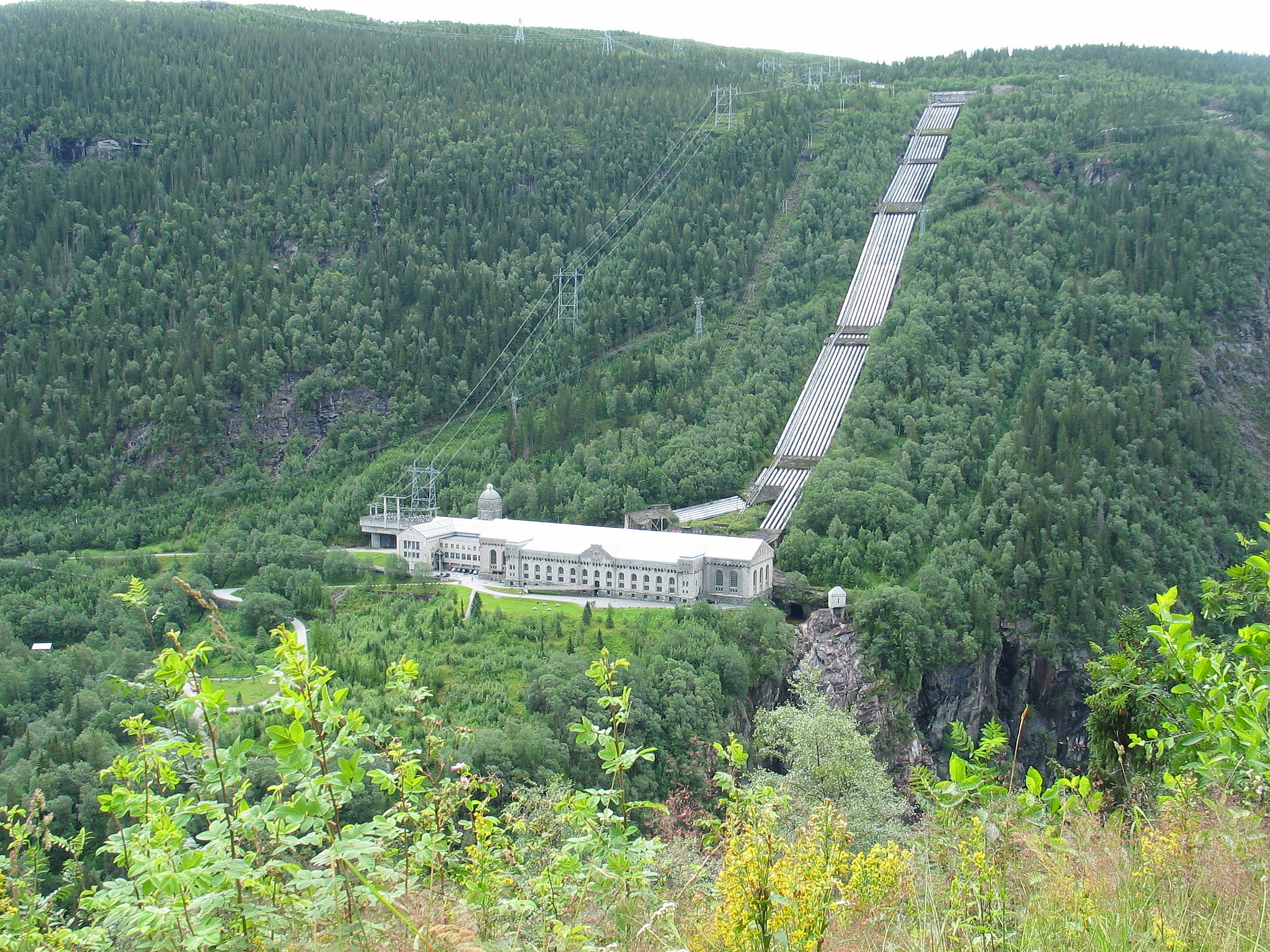
ノルスク・ハイドロがテレマルク県に建設したヴェモルク（Vermork）水力発電所。第二次世界大戦中はナチス・ドイツの重水製造を防止するための破壊活動が行われた（ノルスク・ハイドロ重水工場破壊工作）。

ノルウェーが独立した前後、アメリカ合衆国やドイツ帝国などは第二次産業革命の渦中にあった。その頃、肥料として使用されていたチリ硝石が枯渇、新たな肥料が求められていた。事業家のサム・アイデ（en/no）と科学者のクリスチャン・ビルケランドが空気中の窒素を利用した窒素固定による化学肥料を生産するにあたり、大量の電気を欲したため、テレマルク県の瀑布に注目し、スウェーデンやフランスの資本家からの資本を元手に、化学肥料の工場とともに水力発電所を建設した（1905年、ノルスク・ハイドロ（Norsk Hydro、もしくはノシュク・ヒドロ）の創業））。それを契機に、ノルウェー内外の投資家がノルウェー各地に水力発電所とともに、工場を建設、ノルウェーも重化学工業化が進むとともに、ノルウェー国内の電力消費量が1905年から1914年の間に10倍にまで跳ね上がり、電気を利用する世帯数は、1900年頃は全世帯数の10分の1程度であったものが1920年代には3分の2まで上昇した。一方、水力発電所の大規模投資には巨額の資本が必要であることから国内のみならず海外の資本を必要とした。1906年には開発された滝の4分の3が、また、1914年には化学工業と鉱工業の80%以上が外国資本に所有される状況であったため、天然資源を外国資本に牛耳られることへの危惧並びに急速な近代化への懸念から、1909年から1920年にかけて一連のコンセション法（konsesjonslovene）により、企業が天然資源を開発するには、政府の許認可が必要となり、水力発電所が建設された滝は
60～80年後に国に返却され、外国企業は森林を購入することが出来なくなった。
一方、急速な近代化に伴い、貧富の格差が拡大したことから、Gunnar Knudsenノルウェー自由党政権は第一次世界大戦までに、疾病保障法、工場査察法、労働者保護法、10時間労働法といった救貧政策、労働政策を実行した。
第一次世界大戦において、ノルウェーはスウェーデン、デンマークとともに中立国の立場をとっていたが、ノルウェーは石油や石炭などをイギリスからの輸入に依存していたことから、イギリス寄りの立場をとっていた。そのため、ドイツはUボートによるノルウェー商船への無差別攻撃を実施、ノルウェーは保有商船の半分を失う被害を受けるとともに第一次世界大戦の最後の二年間は、食料の配給制度を採用するまで追い詰められた。

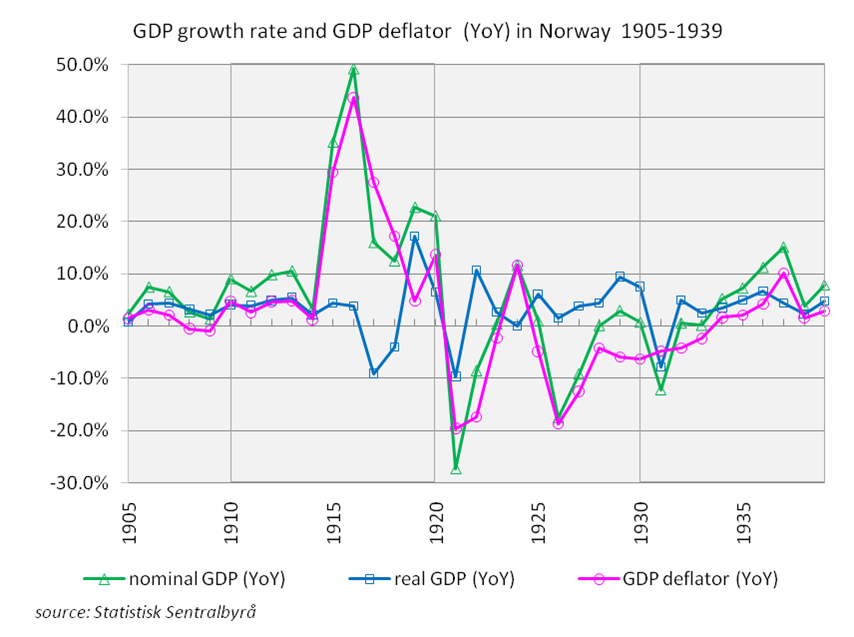
独立後から1939年までの名目GDP成長率（緑）、実質GDP成長率（青）、GDPデフレーター前年比（桃）。
第一次世界大戦開戦の翌年の1915年には名目GDPが膨らんでいるが、物価上昇に起因するところが大きいため、実質ベースでは大戦前とほぼ同じ水準の成長である。

第一次世界大戦後、ノルウェーはインフレと不況に陥った。大戦中の1914年に金本位制から離脱し、ノルウェー・クローネを大量に発行したことから、物価は上昇、ノルウェー・クローネの価値は下落した。第一次世界大戦開戦までは一桁台であった物価（GDPデフレーターで代替）は1915年には29.5%、1916年には43.7%、1917年には27.6%と前年と比べて上昇した。
大戦後、物価を鎮静化させるために通貨供給量を減らすべくノルウェー中央銀行は金利を引き上げ、ポンドスターリングと金にノルウェー・クローネの価値を連動させようと試みた（金本位制の復帰は、1928年～1931年）。物価抑制の副作用である金利上昇は、農民や漁民の生活を苦しめた。農民は生産拡大で苦境を脱しようとしたものの、供給拡大と都市住民の購買力の低下による需要の減少から商品価格は下落してしまった。国民は国の支援のもと、各種市場調整委員会を設立、市場調整委員会の仕事は価格設定、輸出管理、生産物への課税（税金は価格の安定維持に利用）であった。負債を元手に漁船などの設備を更新した漁民を救済すべく、1919年にノルウェー国立漁業銀行が設立され、漁民はそこから融資を受けた。また、1926年にノルウェー漁業組合が結成され、1920年代末から水産物販売を規定、農民と同様に生産の抑制と価格の引き上げで貧困からの脱出を試みた。企業も生き残るために企業連合を結成し、国もそれを支援した。結果として、1920年代は実質GDP成長率こそプラス圏で推移したものの、生活実感を示す名目GDP成長率は数年を除きマイナスで推移、物価は1924年を除き持続的下落という状態であった。
1929年10月24日、ウォール街大暴落を発端とした世界恐慌はノルウェー経済を苦しめた。1931年から33年の失業率は10%を超え、1930年代を全体としてみると、全人口の10%が救貧措置に依存、地方財政は逼迫した。銀行は多額の不良債権を抱え、数行が倒産の憂き目にあった。1935年、ヨハン・ニーゴーシュヴォル（en）労働党政権は有効需要創出のための財政拡張策を採用、1日8時間労働と年9日の有給休暇を規定した雇用保護法や労働者向けの疾病手当を適用、老齢年金や失業手当を導入するといった社会福祉の拡大を図るなどして、苦境から脱していった。

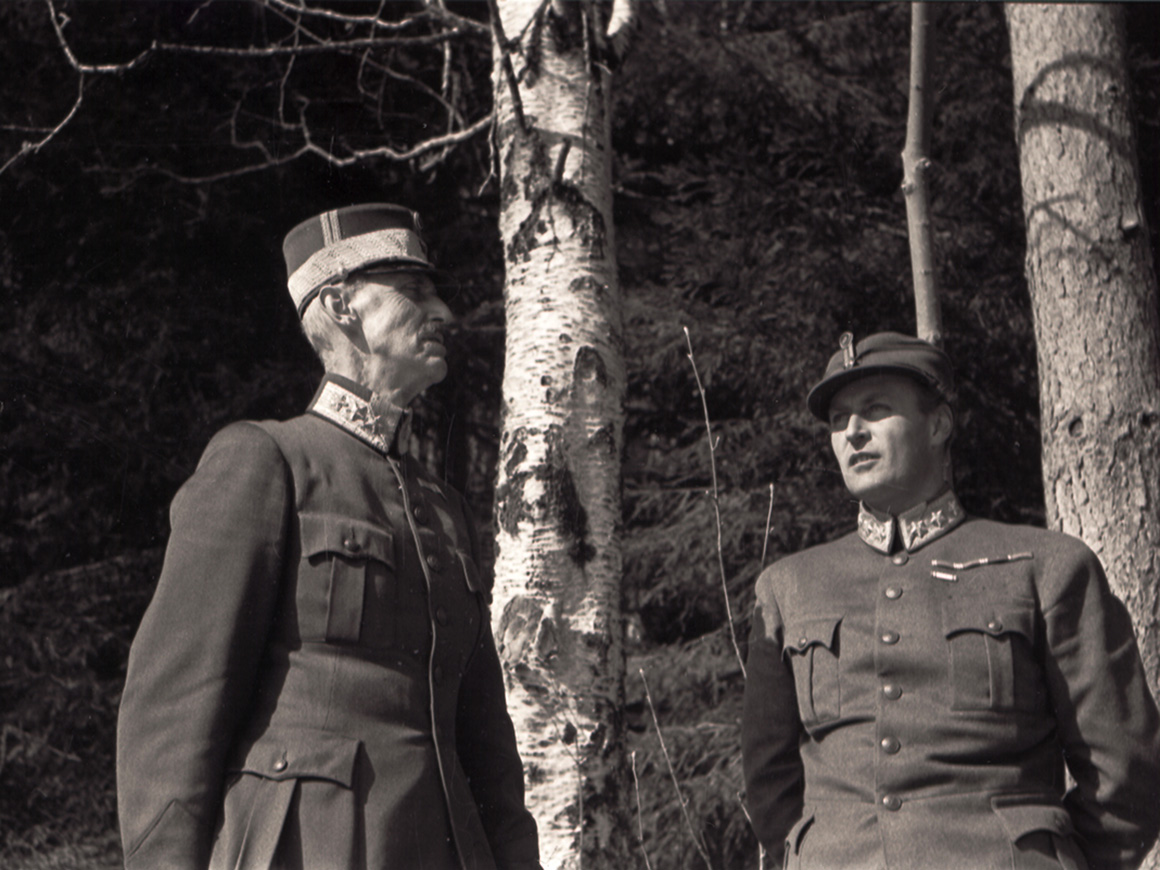
ホーコン7世（左）とオーラヴ王太子。ホーコン7世はナチス・ドイツの支配に苦しむノルウェー国民の精神的支柱であり続けた。

1940年、ナチス・ドイツのノルウェー侵攻により、ノルウェーはナチス・ドイツの支配下にはいったが、ホーコン7世ら王族や政府の要人はイギリスへ亡命し、海外から抵抗した。ノルウェーの船主は政府と協力し商船会社ノトラシップ（en / no）を設立し、ノルウェー亡命政府を資金面から支援した。国内ではレジスタンスが結成され、ナチス・ドイツへの抵抗が行われた。大戦中のノルウェー経済は打撃を受けたが、戦時経済は、国民や地方政府がこれまで背負った負債を解消させるとともに、国民の団結力を強めることとなった。

### 現代（1945年～）
第二次世界大戦後、ノルウェー経済は順調に復興した。1946年には第二次世界大戦前の1939年水準にまで回復した。経済復興に際し、食料品などの輸入よりも外国の新しい機械設備の輸入を優先したため、国際収支の天井に直面することになったものの、マーシャル・プランが、その問題を解消させた。つまり、機械設備の輸入による外貨流出が設備投資を制約したわけであるが、マーシャル･プランによりアメリカからノルウェーに資本が流入したことにより、それを原資に設備投資が可能となり、経済成長の制約条件が外れたということである。
戦後から1960年代の順調な経済成長を基盤にノルウェー政府は福祉国家建設に邁進していった。1946年、児童手当の支給が開始、1950年代には健康保険が義務化された。1964年には社会福祉法が発効された。一方で、1950年代から農業、水産業で機械化による合理化が進んだことから、1960年代には経済成長の負の側面として、農村部から都市への人口移動、環境破壊が社会問題となっていった。

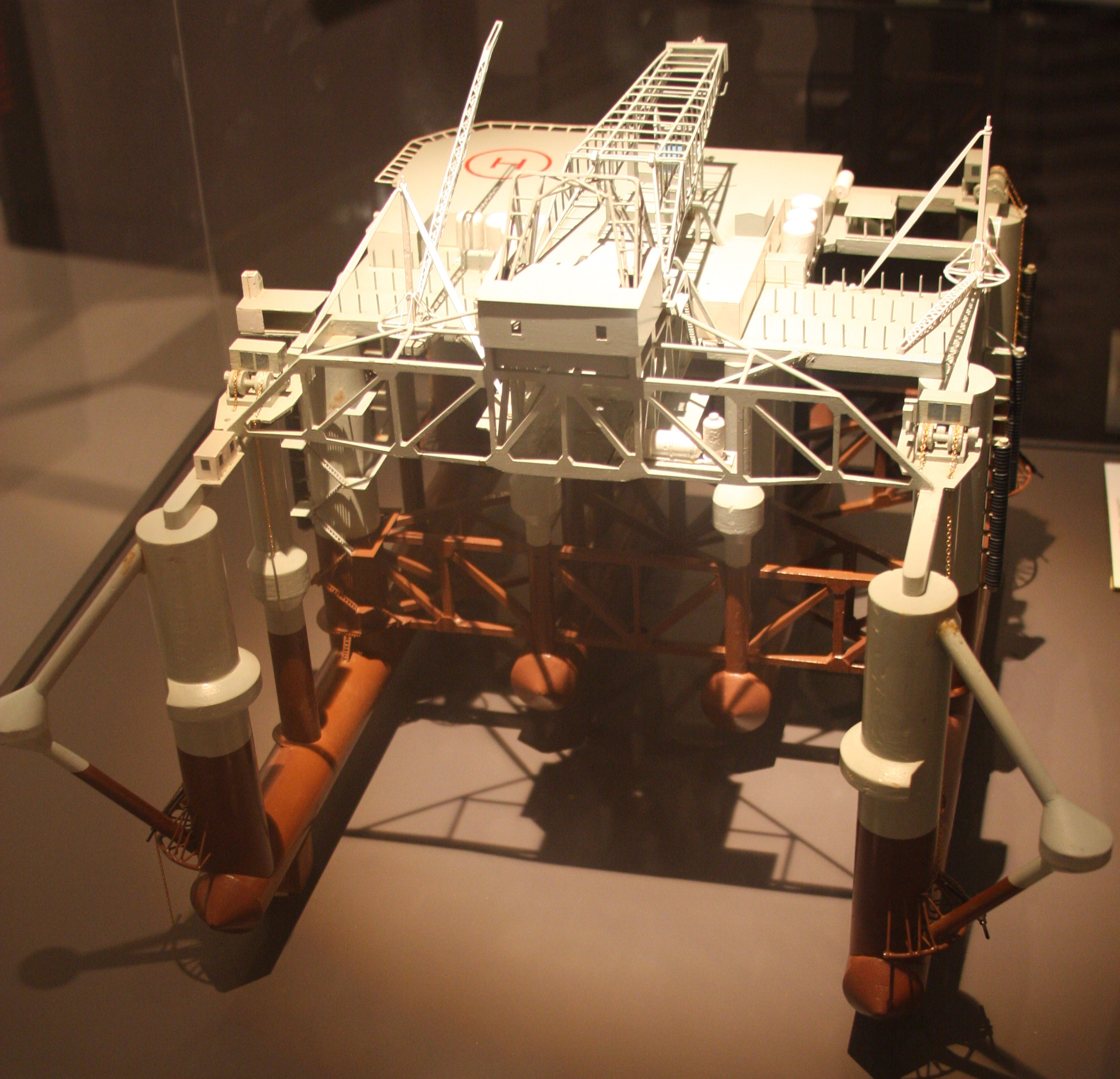
1969年にエコーフィスク油田を発見したオーシャンヴァイキング号（Ocean Viking）の模型（Norwegian Museum of Science and Technology）

1969年にフィリップス社のオーシャンヴァイキング号（no）が北海油田を発見した。そして、1970年代に入り、オイルショックによる原油価格高騰がアメリカ合衆国や日本、西欧諸国の経済に打撃を与えたのに対し、北海油田採掘の採算性が確保されたことから、北海油田開発にノルウェー政府は注力した（#石油・天然ガス）。石油と天然ガスの輸出により、ノルウェーは経常収支黒字国となった。安定した原油収入を元手に社会福祉の拡張へと展開できたのもデンマークやスウェーデン、フィンランドと異なるものであった。一方で、原油収入によりノルウェーが経済成長を持続したため、賃金並びに生活水準が上昇し過ぎた結果、ノルウェー製品は国際競争力を失うこととなった。

## 産業
| 産業       | 労働人口（千人） （構成比、%） |
| 第一次産業 | 67 2.7%                        |
| 第二次産業 | 503 20.1%                      |
| 第三次産業 | 1,912 76.2%                    |
| 合計       | 2,508                          |

ノルウェーの2005年におけるGDP構成比は第一次産業1.3%、第二次産業39.1%（建設業、公益を含む）、第三次産業59.6%と第三次産業の比率が高い。2009年における労働人口は右表の通りである。

### 第一次産業
農林水産業の就業員数は、第二次世界大戦後、低下の一途をたどっているものの、最大限に活用している農地面積は8,000平方キロメートル台を1990年代から直近の統計がある2007年まで維持している。一方、水産業は沖合に、暖流のノルウェー海流が流れること、北東大西洋漁場という良好な漁場があることから、ノルウェー経済の一翼を担っている。

#### 農業

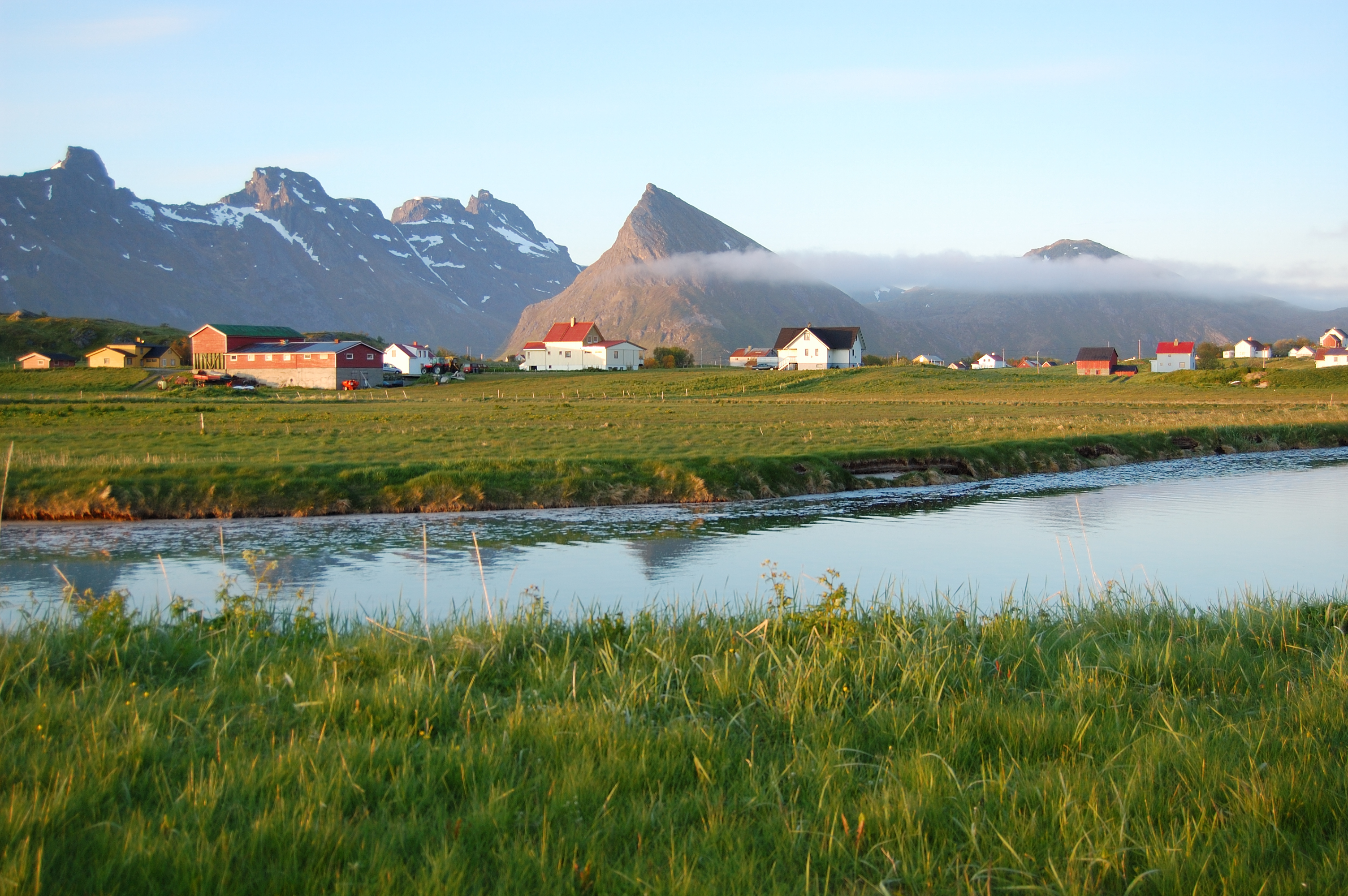
ノルウェーは山がちな土地ではあるが、低地では酪農等を営んでいる。写真はヌールラン県のFlakstad

ノルウェーの国土が高緯度地帯であること、スカンディナヴィア山脈が国土を縦断することから、穀物や野菜の生産は限定的であり、酪農が主である。酪農が主体のため、2007年の農業における生産量は酪農が約1,600千トンで1位、大麦が約485千トンで2位、小麦が約401千トンで3位、ライ麦が約330千トンで4位となっている。
小麦などの麦類の生産はノルウェー南東部に集中しており、北方では原住民のサーミ人がトナカイの放牧をおこなっている。

#### 林業
山がちな地形であること、亜寒帯の気候であることから、国内には針葉樹林（タイガ）が広がり、林業は盛んである。

#### 水産業

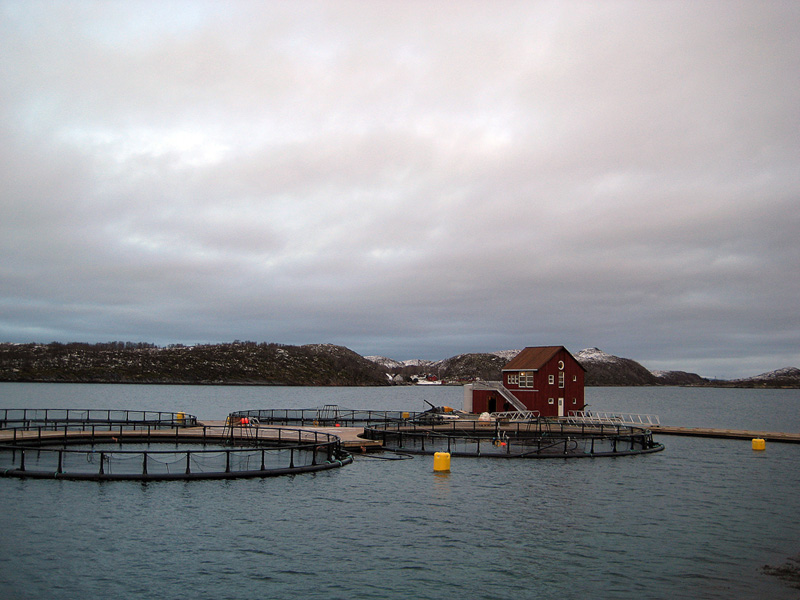
養殖場の一例。Norwegian Sea Farming Center

沿岸をメキシコ湾流の延長であるノルウェー海流が流れることから高緯度地帯にもかかわらず、港が凍らないこと（不凍港の存在）、フィヨルドが天然の漁港を形成すること、タイセイヨウサケ、タラ、ニシン、オヒョウといった魚介類が豊富にとれる好漁場が北海及びノルウェー海にあることから水産業は盛んである。また、サケ類の養殖に注力しており、雇用の受け皿にもなっている。2007年の漁獲高は2,528千トン、内、2,128千トンを海外に輸出している。主な輸出相手国は上から順にロシア、デンマーク、フランス、イギリス、日本である。
ノルウェーは昔より捕鯨を行っており、19世紀にはスヴェン・フォインが捕鯨砲を開発、ノルウェー式捕鯨は明治時代の日本にも伝わった。ノルウェーは商業捕鯨をめぐり、非捕鯨諸国と対立しており、国際捕鯨委員会での商業捕鯨モラトリアム（全面中止）採択にも、異議申し立てを行っている。1993年には商業捕鯨を公式に認めており、独自に漁獲枠を設定し捕鯨を続けている。2007年には597頭捕獲した。

### 第二次産業
2005年のGDPにおける第二次産業の構成比は39.1%であるが、石油関連産業が23.0%とかなりの割合を占め、他は水産業を基盤とした食品加工や金属、化学が主である。

#### 食品加工

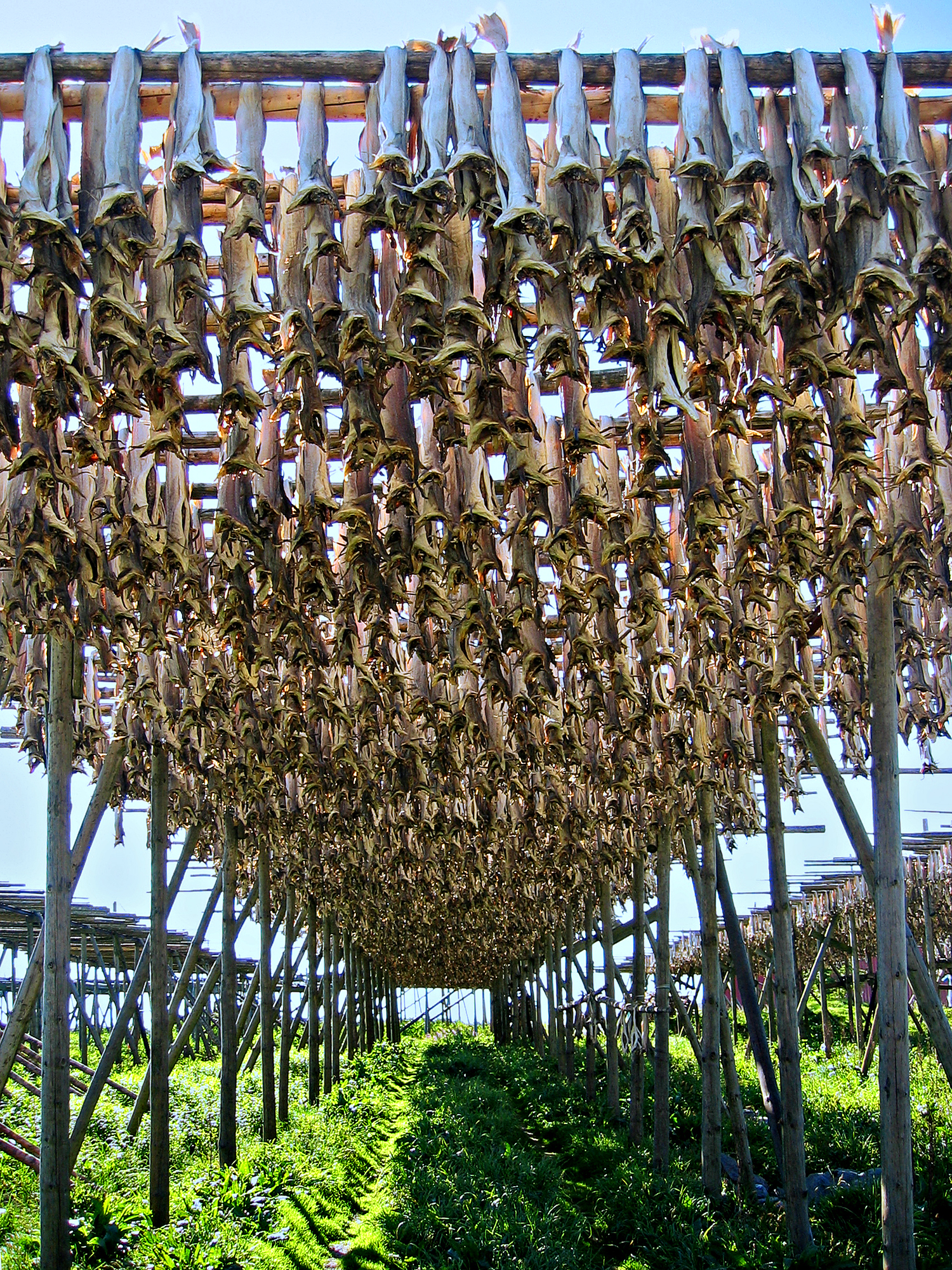
ロフォーテン諸島で現在も営まれる干し魚の生産

水産業が盛んであることから、歴史の節で触れたとおり古来より塩漬け鰊や干し鱈を輸出していた。産業革命になって魚介類を缶詰に加工して海外に輸出している。

#### 金属
ノルウェーは水力発電所が充実しているため（#エネルギーの節参照）、大量の電気を利用するアルミニウムの生産に適している。世界第7位のアルミニウム生産高を誇る。ノルスク・ハイドロがアルミニウム生産の一翼を担っている。

#### 造船業
伝統的に水産業が主で、海運国であったノルウェー（#海運業参照）は、海運を担う造船業も盛んだった。1960年代以降、日本や大韓民国、2000年代には中華人民共和国の台頭もあり、世界における造船業のポジションは低下した。オフショア油田開発のための掘削リグ（en）、石油プラットフォーム等で差別化を図っている。

#### 石油・天然ガス

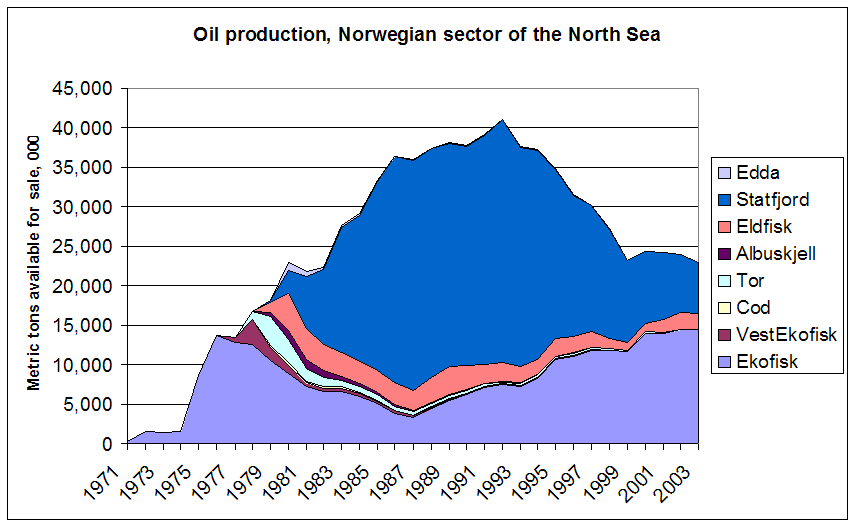
ノルウェーに属する北海油田の生産高

GDPに占める石油・天然ガスの割合は2005年のGDP構成比で約23.0%、2009年の就業員構成比で約0.8%と少ないものの、ノルウェー経済の根幹を担う産業である。ノルウェーは世界9位の石油輸出国であり、世界3位の天然ガス輸出国である。国内の電力は水力発電でほぼ賄っていることから、産出された石油・天然ガスの約9割は海外に輸出されている。
1960年代に、オランダのフローニンゲンで石油が発見されたことを端緒に、北海での油田開発が始まった。1969年にフィリップスがエコーフィスク油田の試掘に成功し、北海に油田があることが判明した。また、1968年より天然ガスの開発が開始された。1970年代には本格的に油田開発が始まった。1974年のオイルショックの発生による原油価格の高騰は、オフショアの石油掘削の採算性を確保することになったことから、油田開発に拍車がかかった。ノルウェー南西部の都市、スタヴァンゲルが油田開発の拠点となった。ノルウェー政府は1972年に石油省の下に石油監督局を設置、国家管理のもと、油田開発及びパイプラインへの投資を行うことにし、1972年に国営のスタトイル（現・エクイノール）が設立された。

#### エネルギー
スカンディナヴィア山脈が国土を縦断すること、冬季にスカンディナヴィア山脈に大量の雪が降ること、人口が希薄であることから水力発電所の設置には事欠かなかった。2007年現在、ノルウェーには発電所は719基存在するが、内、水力発電所が675基、地熱発電所が28基、風力発電所が16基である。

### 第三次産業
2005年のGDPにおける第三次産業の構成比は59.6%、内、公共部門（公務・防衛、教育、医療・サービスの合計）はGDPの15.3%を占める。また、公共部門の就業員数は35.1%の約881千人を占める。

#### 金融業

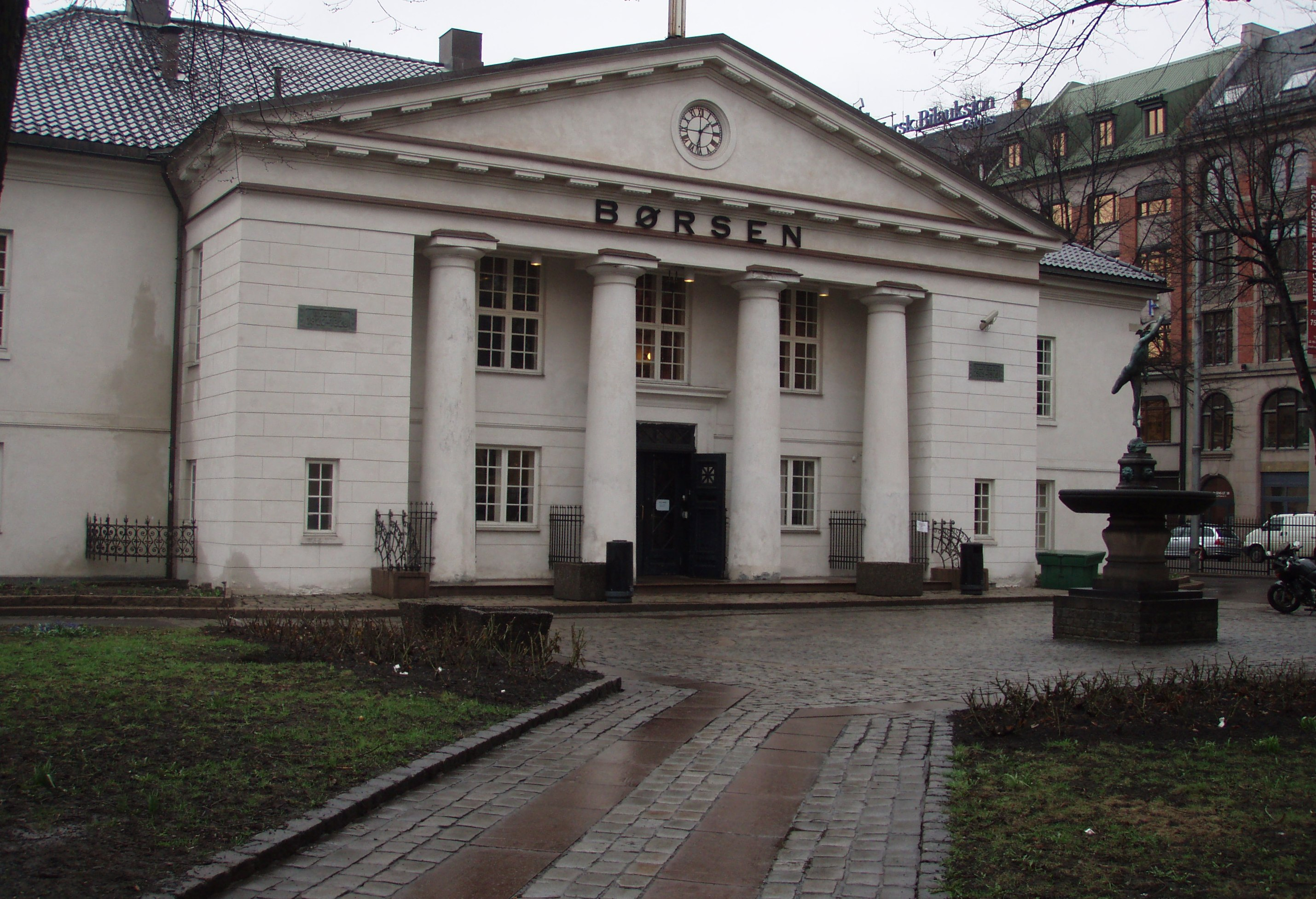
オスロ証券取引所

ノルウェーの金融業は、混合経済体制の下、国家に管理されている。国内最大手の金融機関であるDnB NORの株式の34%はノルウェー財務省が保有している。他の金融機関としてストアブランドがある。証券業として、オスロ証券取引所が1881年に株式・債券の売買を開始して以降、証券取引が始まった。オスロ証券取引所にはノルウェーの企業が主に上場しているが、その他にも海外から石油関連、海運関連の企業も上場している。オスロ証券取引所の流動性が高い株式上位25社からなるOBX指数のうち、半分が石油関連銘柄である（時価総額になるともっと高い）。

#### 交通・運輸
なお、鉄道で日本などで主流の1067mm軌間発祥の国はノルウェー（同国の技師カール・アブラハム・ピルによって施設された）であるが、これは先に鉄道が引かれていたスウェーデンに合わせた1435mm軌間との接続を想定していない区域（途中の水場で船に積み替える必要があった地域）用で、技術発達でそれらの路線がつながるようになると積み替えのコストが大きくなったため、現在のノルウェーは1435mm軌間で統一されており1067mm軌間の路線は現存しない。

##### 海運業
穀物を海外からの輸入に依存していたこと、水産業で生計を立てていたことから、海運業が盛ん。1968年には、ノルウェーは世界の商船隊の10%、タンカーの14%を保有する世界4位の海運国であった。1970年代以降、便宜置籍船により統計上、ノルウェーの順位は2008年現在、11位になっている。
ボスニア湾、バルト海が冬季に凍結するため、スウェーデンのキルナで採れる鉄鉱石は、ナルヴィクから英仏独へと出荷される。

## 財政と社会福祉

### 歳入・歳出の構造
ノルウェー中央政府と地方政府（県コミューネ、県の下にコミューネ）の主な機能分担を簡潔にまとめると以下のとおりである。
- 中央政府：高等教育、国民保険制度、軍、司法・警察、外交、失業者対策、高度医療、環境保護等。出先機関として県に県長官事務所を設置し県コミューネを監督している。
- 県コミューネ：高校、国民高等学校、児童福祉施設の運営、港湾・空港の整備、公共交通、県立図書館の運営等。コミューネと中央政府との調整機能を持つ。
- コミューネ：基礎学校（小中学校に相当）、保育、保健サービス（初期医療を含む）、福祉サービス、上下水道、教会・墓地の維持管理等[68]。

#### 中央政府
機能分担を踏まえたうえで、中央政府と地方政府の歳入・歳出構造をそれぞれ見ていく。中央政府の場合、歳入は2009年で約1兆1352億NOK、歳出は約8790億NOKと大幅の財政黒字である。主要財源は所得税及び財産税等、消費税、社会保険料、財産からの所得（利息、配当、国有企業からの出資金の回収、等）が主であり、一方、主な歳出は公務員への給与、社会保障、経常移転（地方政府への移転）が主となっている）。歳出を機能面から見てみると、社会保障（社会的保護、健康）への支出が約5014億NOKとなっている。とりわけ、疾病保険（sickness and disability）、老齢年金（old age）がともにそれぞれ14.7%を占める。
| 歳入               | 歳入              | 歳入         | 歳出               | 歳出              | 歳出         |
| 項目               | 金額 （100万NOK） | 構成比 （%） | 項目               | 金額 （100万NOK） | 構成比 （%） |
| 所得税、資産税等   | 461,751           | 34.7         | 公務員への給与     | 141,837           | 12.5         |
| 消費税             | 285,278           | 21.4         | 財・サービスの使用 | 94,895            | 8.4          |
| 資本税             | 2,431             | 0.2          | 固定資本の購入     | 23,064            | 2.0          |
| 社会保険料         | 234,594           | 17.5         | 社会保障（現物）   | 36,406            | 3.2          |
| 財産所得           | 274,815           | 20.6         | 利払い             | 23,485            | 2.1          |
| 行政サービス       | 62,537            | 4.7          | 社会保障（現金）   | 316,919           | 27.9         |
| 移転収支           | 10,115            | 0.8          | 補助金             | 39,648            | 3.5          |
|                    |                   |              | 経常移転           | 183,514           | 16.2         |
| 資本移転           | 2,321             | 0.2          |                    |                   |              |
| 非金融資産の純購入 | 16,906            | 1.5          |                    |                   |              |
| 純貸付             | 273,154           | 24.1         |                    |                   |              |
| 合計               | 1,331,521         | 100.0        | 合計               | 1,331,521         | 100.0        |

| 項目                       | 金額 （100万NOK） | 構成比 （%） |
| 一般公共サービス           | 166,441           | 18.9         |
| 国防                       | 41,183            | 4.7          |
| 司法・警察・消防           | 20,824            | 2.4          |
| 経済関連                   | 84,453            | 9.6          |
| 環境保護                   | 2,284             | 0.3          |
| 住宅及び地域のアメニティ   | 1,322             | 0.2          |
| 健康                       | 133,846           | 15.2         |
| レクレーション、文化、宗教 | 7,035             | 1.4          |
| 教育                       | 48,232            | 5.5          |
| 社会的保護                 | 367,583           | 41.8         |
| 合計                       | 878,996           | 100.0        |

#### 地方政府
県コミューネ、コミューネを合算した地方政府全体の場合、純借入を除くと歳入約3348億NOKに対し歳出約3582億NOKと赤字になっている。地方政府の独自財源として計上される所得税・資産税等、消費税、財産からの収入、行政サービスの手数料の合計は、6割前後に過ぎず、中央政府からの移転収入に頼っている。一方、主要歳出項目として、公務員への給与が過半を占めている。2002年には純貸付を計上していたものの、2003年以降は純借入を計上している状況になっている。機能別に歳出項目を見てみると、県コミューネ、コミューネが教育や社会保障（社会的保護、健康関連）を担っている関係から、教育関連や社会保障（とりわけ、家族・児童関連）の支出が多い。
馬場（2004）が2002年のデータで指摘しているように、地方政府の集約データであることから、県コミューネ、コミューネの人口規模・面積等により、ばらつきが出る点を注意する必要がある。
| 歳入                 | 歳入              | 歳入         | 歳出               | 歳出              | 歳出         |
| 項目                 | 金額 （100万NOK） | 構成比 （%） | 項目               | 金額 （100万NOK） | 構成比 （%） |
| 所得税、資産税等     | 132,512           | 37.0         | 公務員への給与     | 185,467           | 51.8         |
| 消費税               | 8,538             | 2.4          | 財・サービスの使用 | 67,112            | 18.7         |
| 財産所得             | 11,803            | 3.3          | 固定資本の購入     | 25,137            | 7.0          |
| 行政サービスの手数料 | 41,431            | 17.5         | 社会保障（現物）   | 18,904            | 5.3          |
| 移転収支             | 140,523           | 39.2         | 利払い             | 10,507            | 2.9          |
| 純借入               | 23,736            | 6.5          | 社会保障（現金）   | 9,585             | 2.7          |
|                      |                   |              | 補助金             | 11,094            | 3.1          |
| 経常移転             | 11,953            | 3.3          |                    |                   |              |
| 資本移転             | 721               | 0.2          |                    |                   |              |
| 非金融資産の純購入   | 17,703            | 4.9          |                    |                   |              |
| 合計                 | 358,183           | 100.0        | 合計               | 358,183           | 100.0        |

| 項目                       | 金額 （100万NOK） | 構成比 （%） |
| 一般公共サービス           | 37,863            | 10.6         |
| 経済関連                   | 24,133            | 6.7          |
| 環境保護                   | 13,074            | 3.7          |
| 住宅及び地域のアメニティ   | 15,254            | 4.3          |
| 健康                       | 49,509            | 13.8         |
| レクレーション、文化、宗教 | 21,576            | 6.0          |
| 教育                       | 95,920            | 26.8         |
| 社会的保護                 | 97,190            | 27.1         |
| 合計                       | 358,183           | 100.0        |

## 金融制度

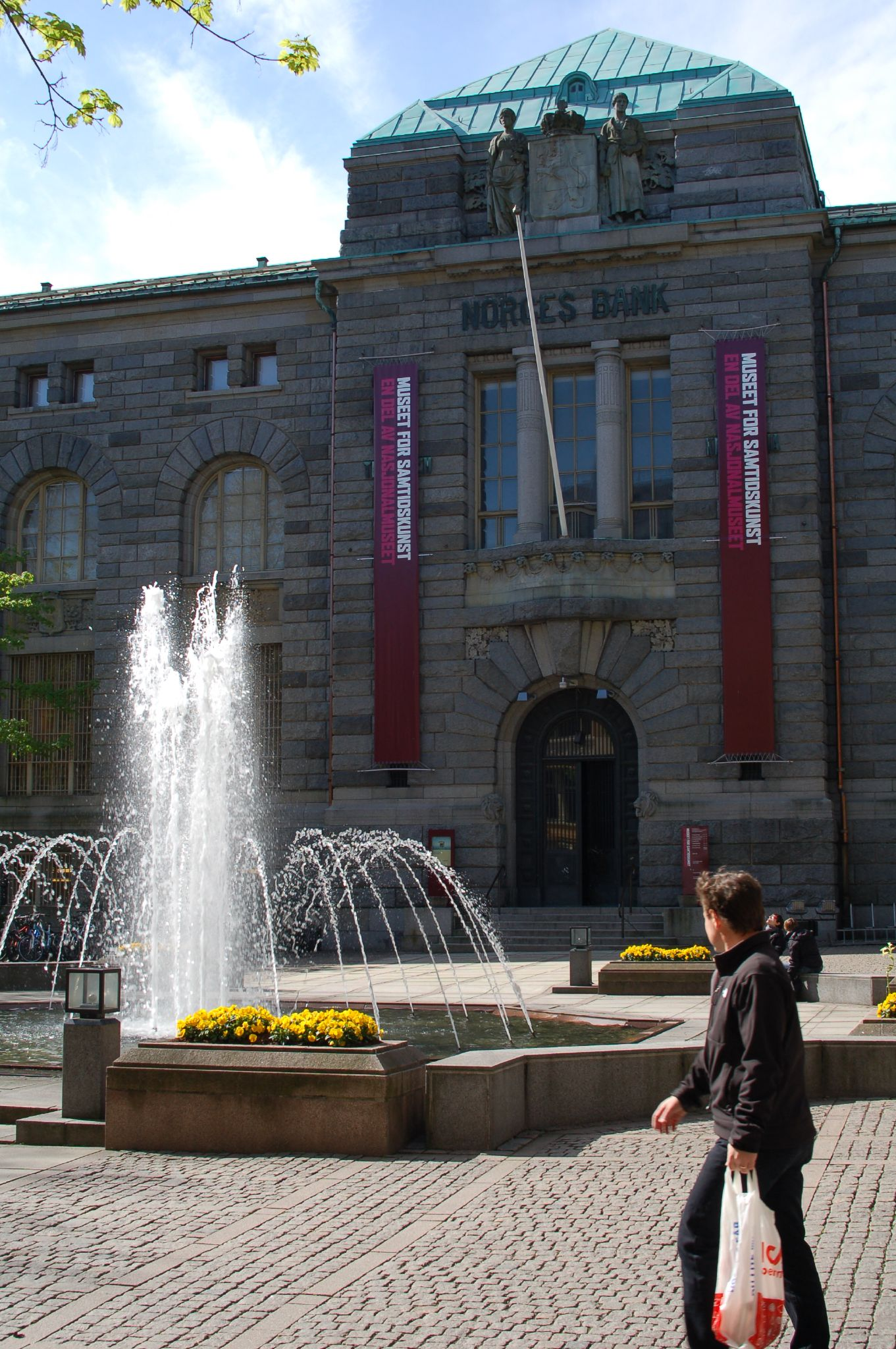
ノルウェー中央銀行

ノルウェー中央銀行（ノルゲスバンク）がノルウェーの中央銀行として、物価安定、発券銀行の役割を果たしている。EUに加盟していないことから、ノルウェーはノルウェー・クローネを発行している。
ノルウェー中央銀行の役割は他に、石油収入を将来のノルウェー人にも配分するために設置されたソブリン・ウエルス・ファンドであるノルウェー政府年金基金の運用がある。

## 貿易
この項目の数値はいずれも名目値（Current prices）で記載。
2009年のノルウェーの貿易・サービス収支は輸出約1兆55億NOK、輸入約6578億NOKと約3477億NOKの黒字となっている。貿易収支をとっても輸出約7553億NOKに対し、輸入約4365億NOKと貿易黒字となっている。原油価格の高騰により原油及び天然ガスの輸出が、伸びていることが一因である（2000年代には2002年の約2739億NOKが原油及び天然ガスの輸出金額が最低であり、その数字は1990年代の最高値1741億NOK（1997年）を上回る）。
北海油田の開発以降、石油及び天然ガスはノルウェー経済の根幹をなしており、1989年以降、ノルウェーの貿易・サービス収支黒字が続いている状態になっている。
その他、主要輸出品として機械、工業原料としての金属、食料品など、主要輸入品として、機械や化学製品、工業原料としての金属、食料品、繊維があげられる。
ノルウェーの経済は、欧州諸国と比べて劣位にある農業の一方、豊富な水産資源を持つ漁業があることから、ECないしEUに加盟することで、前者は競争にさらされ農業は打撃を受け、後者は水産資源を他国に利用されることからの不安から1972年の欧州共同体加盟への国民投票、1994年の欧州連合加盟への国民投票でともに否決されることとなり、1994年発行のEEA協定においても農業、水産業を適用例外の扱いとなっている。

### 書籍
同一書籍内にある文献に関しては章順で配列、日本語50音順、アルファベット順。但し、早稲田大学出版部より2004年に発刊されている『ノルウェーの経済』、『ノルウェーの政治』において、同一執筆者がいる場合、便宜上、前者にa、後者にbを付して区別している。
- 岡沢憲夫、奥島孝康 編『ノルウェーの経済』早稲田大学出版部、2004年。ISBN 4-657-04927-5。
  - 松村一「第1章 産業構造」『ノルウェーの経済』。→松村（2004a）で記載。
  - 馬場義久「第2章 財政」『ノルウェーの経済』。
  - 福島淑彦「第8章 石油・天然ガス政策」『ノルウェーの経済』2004年。
- 岡沢憲夫・奥島孝康（編）『ノルウェーの政治』早稲田大学出版部、2004年。ISBN 4-657-04926-7。
  - 小川有美「第1章 議会政治史」『ノルウェーの政治』2004年。
  - 白鳥浩「第3章 選挙と投票行動」『ノルウェーの政治』2004年。
  - 藪長千乃「第9章 地方自治と分権化社会」『ノルウェーの政治』2004年。
  - 松村一「第11章 エネルギー政策と環境政策」『ノルウェーの政治』2004年。→松村（2004b）で記載。
- 武田龍夫『物語 北欧の歴史』中央公論新社、1993年。ISBN 4-12-101131-7。
- 百瀬, 宏、熊野, 聰、村井, 誠人 編『北欧史』山川出版社、1998年。ISBN 4-634-41510-0。
  - 熊野聰「第3章 内乱と王権の成長」『北欧史』1998年。
  - 熊野聰、牧野正憲・菅原邦城「第4章 内乱と王権の成長」『北欧史』1998年。
  - 熊野聰、村井誠人・本間晴樹・牧野正憲・クリンゲ・佐保吉一「第5章 近代への序曲」『北欧史』1998年。
  - 村井誠人、クリンゲ・本間晴樹「第6章 ナショナリズムの時代」『北欧史』1998年。
  - 村井誠人、本間晴樹・クリンゲ・大島美穂・百瀬宏・菅原邦城・山崎洋子「第7章 現代社会の成立に向けて」『北欧史』1998年。
  - 塩屋保、百瀬宏・村井誠人・吉村博昭・大島美穂・吉武信彦「第8章 二つの世界大戦と北欧」『北欧史』1998年。
- Eichengreen, Barry (1992). Golden fetters. New York, New York: Oxford University Press（本文ではペーパーバック版を使用。Eichengreen, Barry (1995). Golden fetters. New York, New York: Oxford University Press. ISBN 0-19-510113-8）
- Johs, Andenæs; Olav Riste; Mane Skodvin (1966). NORWAY AND THE SECOND WORLD WAR（池上佳助 訳『ノルウェーと第二次世界大戦』東海大学出版会、2003年。ISBN 4-486-01588-6。）
- Stenersen, Øivind; Ivar Libæk (2003). History of Norway. Snarøya, Norway: Dinamo Forlag（岡沢憲夫監訳・小森宏美 訳『ノルウェーの歴史』早稲田大学出版部、2005年。ISBN 4-657-05516-X。）
- Yergin, Daniel (1990). THE PRIZE（日高義樹・持田直武 訳『石油の世紀』日本放送出版協会、1991年。ISBN 4-14-005169-8。）

### 統計
- 社団法人日本アルミニウム協会
- 社団法人日本造船工業会
- BP
- CIA_homepage
- FAOSTAT
- IMF
- OPEC
- OECD's Norway country Web site
- Statistics_Norway（Statistisk sentralbyrå/ノルウェー統計局）（ノルウェー語）（英語）
  - NASJONALREGNSKAP (1865-1960) →ノルウェー統計局が1965年に発行した1865年～1960年までの長期経済統計。GDPの推移が記載されている。